# 法華津峠
法華津峠（ほけつとうげ、ほけづとうげ）は、愛媛県の宇和島市と西予市との間に位置している標高436mの峠で、市境を形成している。峠越えの道の頃は宇和島と宇和とを隔てる難所であったが、現在はトンネルが開通し今日では道路（国道56号）、鉄道（予讃線）ともに整備されている。法花津峠と表記されることもある。

## 概要
峠道は四国百名山の一つである高森山 (635m) 西側斜面に位置し、現在の国道56号やJR予讃線はこの峠をトンネルで通過する。トンネル南口から、南へ（宇和島市街方面）へと下る。旧国道56号は峠の登り口で新国道と分岐し、曲がりくねりながら上り下りする、昔ながらの峠道である。旧道の峠付近の路傍には西村清雄の山路こえての歌碑も設置されている。沿線は果樹園（みかん畑）と雑木林が混在しているが、峠付近から見下ろすみかん畑や法花津湾、遠く宇和海の眺望は素晴らしいものがある。新国道の両側は一面のみかん畑であり、みかんの実の色づくころには独特の景観を形成している。こちらからの眺めもまた別の素晴らしさがある。予讃線の宇和島側の線路方面には春先には菜の花が咲き乱れる。
この峠は、行政機関などの管轄の境界になっている場合が多く、南予地方は、この峠を境に南北に大別される。

## 歴史
戦国時代、宇和の伊予西園寺氏の臣下の法華津氏が城を築き、範延父子が豊後の大友氏を迎え撃ちこれを退けた古戦場である。また、明治時代には、白浦（現在の宇和島市吉田町白浦）の旧庄屋赤松則忠が私財を投げ打ちトンネル工事を計画したが断念した経緯がある。結局、トンネルができたのは、ほぼ百年後の1970年（昭和45年）のことである。

## 通過する交通路
- 国道56号：峠越えの区間には10個のトンネルが連続する。特に宇和島市側は急勾配が続く区間である
- JR予讃線：峠越えの区間には9個のトンネルが連続する。宇和島市側の坂は四国の鉄道で最も急な勾配であり、松山方面に向かう列車は速度が落ちる。